# Verona (hudební skupina)
Verona je česká hudební skupina založená v roce 2002. Tvoří ji hudebník a skladatel Petr Fider a zpěvačka Veronika Stýblová, která v roce 2018 nahradila Markétu Jakšlovou. Mezi hity se zařadily singly „Náhodou“, „Krásnej den“, „Kde lásku brát“, „Nejsi sám“ či „Ztracená bloudím“.

## Historie
Skupina Verona vznikla v roce 2002. Hudebník Petr Fider vybral zpěvačku Markétu Jakšlovou na základě doporučení profesorky zpěvu na konzervatoři Lídy Nopové, u níž se Jakšlová připravovala na přijímací řízení. Na konzervatoř poté nenastoupila.
V roce 2002 vydala skupina své první album Náhodou. Druhý stejnojmenný singl z alba se stal hitem. Následně byly z desky vydány další tři singly „Krásnej den“, „Co nejdýl“ a „Rovnováha“. Vyjma „Rovnováhy“ byl ke všem natočen videoklip. V rádiích se z alba hrála také píseň „Tvář velkoměsta“, nebyl to však oficiální singl.
Druhé album následovalo roku 2003, pilotní singl „Nejsi sám“ poprvé Verona představila na vystoupení jako předkapela na koncertu německé skupiny Scooter. Při této příležitosti vznikly záběry pro videoklip k singlu. Druhým singlem z alba byla píseň „Kde lásku brát“. V tomto roce kapela rozšířila své působení i do sousedního Slovenska, kde vyšlo album Náhodou nejsi sám, což byl mix nejlepších písní z jejích prvních dvou alb. V tomto roce kapela získala i ocenění Český slavík v kategorii Skokan roku.
Singl „Nejsi sám“ skupina nahrála také v angličtině pod názvem „Life Is Fun“. Ten byl bonusem na jejím třetím studiovém albu Jen tobě, ze kterého jako pilotní vychází stejnojmenná píseň. Videoklip ke druhému singlu „Den co den“ se natáčel v Egyptě.

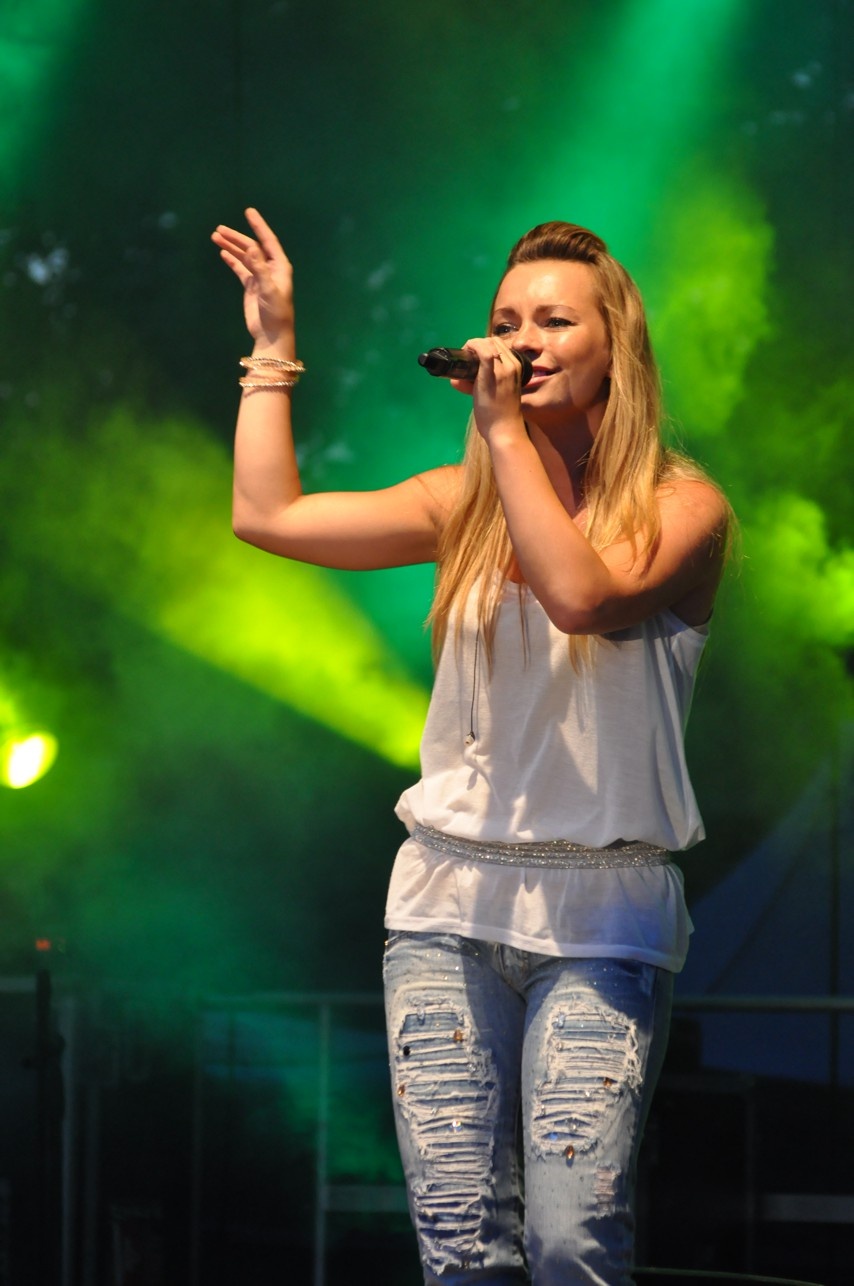
Zpěvačka Markéta Jakšlová při vystoupení Verony, 2011

V roce 2006 pak kapela vydala své čtvrté album Girotondo, kde singl „Girotondo“ byl nazpívaný v italštině, text napsal Davide Mattioli, všechny ostatní písně otextoval dvorní textař Verony Viktor Dyk, ty novější (anglické verze) zase Tom Malár.
Následující rok Verona vydala první DVD Videokolekce, s osmi videoklipy a karaoke verzí. Vyšel také singl nazpívaný v angličtině „You Gotta Move On“, který se dostal do hitparád v Norsku, Bulharsku a Maďarsku.
V roce 2008 vyšlo Best of, doplněné novými singly „Stay With Me“ a coververzí písně Lenky Filipové „Za všechno může čas“. V roce 2009 pak kapela vydala singl „Do You Really Wanna Know“, k němuž natočila videoklip v Polsku. Poslední singly „Ztracená bloudím“ a „Hey Boy“ se pak dostaly na první příčky slovenské i české hitparády a staly se hity. Píseň „Ztracená bloudím“ získala cenu OSA za populární skladbu roku. Hey Boy vyšlo u labelu Ministry Of Sound v Německu a také v dalších evropských zemích. Dále kapela absolvovala turné v Číně.
Singly od alba Best of byly součástí nového studiového alba Den otevřených dveří, z něhož byly vydány singly „Bez tebe“ a „Up to the stars“.
Název alba Meziprostor odrážel orientaci na pomezí taneční hudby a popu. Klip Volnej pád se natáčel v Německu a Dánsku, poprvé se v něm neobjevil Petr Fider, z důvodu nevýrazné role. Stejně tak v „Láskouproud“ a „Nech si zdát“. Skupina v tomto období oznámila, že již nebude koncertovat na diskotékách a upřednostnila jiné akce. Kapela pak natočila crazy klip Teď a tady a videoklip Endless day, jenž vznikl v Nizozemsku.
Hudebník Petr Fider se stal také producentem kapel Holki (1999) a Le Monde. Zpěvačka Markéta Jakšlová se v roce 2017 rozhodla opustit kapelu, aby se věnovala synovi a také svému sólovému projektu Marqet. V roce 2018 ji nahradila zpěvačka a muzikálová herečka Veronika Stýblová.

## Diskografie

### Alba
- Náhodou (2002) – studiové
- Nejsi sám (2003) – studiové
- Náhodou nejsi sám (2004) – kompilační pro Slovensko
- Jen tobě (2005) – studiové
- Girotondo (2006) – studiové – 1. místo IFPI
- Best of (2008) – kompilační – 24. místo IFPI
- Komplet (2009) – kompilační, první čtyři studiová alba
- Den otevřených dveří (2011) – studiové – 16. místo IFPI
- Meziprostor (2014) – studiové – 22. místo IFPI
- Singles 2002–2016 (2018) – kompilační

### Singly
| Rok  | název                                             | anglická verze        | ČR  | album                |
| ---- | ------------------------------------------------- | --------------------- | --- | -------------------- |
| 2002 | Krásnej den                                       | —                     | ?   | Náhodou              |
| 2002 | Náhodou                                           | —                     | 1.  | Náhodou              |
| 2002 | Co nejdýl                                         | —                     | ?   | Náhodou              |
| 2002 | Rovnováha                                         | —                     | ?   | Náhodou              |
| 2003 | Nejsi sám                                         | Life Is Fun           | 3.  | Nejsi sám            |
| 2003 | Kde lásku brát                                    | —                     | ?   | Nejsi sám            |
| 2005 | Jen tobě                                          | Into my life          | 3.  | Jen tobě             |
| 2005 | Den co den                                        | My desire             | ?   | Jen tobě             |
| 2006 | Girotondo                                         | —                     | 19. | Girotondo            |
| 2006 | Naposled                                          | —                     | 24. | Girotondo            |
| 2007 | You gotta move on                                 | —                     | 5.  | Best of              |
| 2007 | Za všechno může čas                               | Why do we say goodbye | ?   | Best of              |
| 2008 | Stay with me                                      | —                     | 5.  | Best of              |
| 2009 | Do you really wanna know                          | —                     | 6.  | Den otevřených dveří |
| 2010 | Up to the stars                                   | —                     | 3.  | Den otevřených dveří |
| 2010 | Ztracená bloudím                                  | If only you           | 1.  | Den otevřených dveří |
| 2011 | Hey boy                                           | —                     | 1.  | Den otevřených dveří |
| 2011 | Bez tebe                                          | —                     | 6.  | Den otevřených dveří |
| 2011 | Fallin in love                                    | —                     | 16. | Meziprostor          |
| 2012 | Volnej pád                                        | —                     | 21. | Meziprostor          |
| 2013 | Láskoproud                                        | —                     | 13. | Meziprostor          |
| 2014 | Nech si zdát                                      | Getaway boy           | 20. | Meziprostor          |
| 2015 | Teď a tady                                        | —                     | 55. | Singles 2002–2016    |
| 2015 | Endless Day                                       | —                     | 1.  | Singles 2002–2016    |
| 2018 | Complicated                                       | —                     | 1.  |                      |
| 2018 | Parabola                                          | —                     | 2.  |                      |
| 2019 | Náhodou ft. Michal David (píseň pro Kapku Naděje) | —                     | ?   |                      |